# Monestròl
Monestròl (francès Monestrol) és un municipi francès del department de l'Alta Garona, a la regió Occitània.